# Nico de Bree
Nico de Bree (Zuilen, 1944. szeptember 16. – Bécs, Ausztria, 2016. május 6.) holland labdarúgó, kapus.

## Pályafutása
A HMS korosztályos csapatában kezdte a labdarúgást. 1963 és 1966 között az Elinkwijk első csapatának a tagja volt. 1966-ban igazolt a NEC Nijmegen együtteséhez, ahol hat idényen át szerepelt. 1972 és 1983 között Belgiumban játszott. 1972 és 1977 között az Molenbeek labdarúgója volt, ahol egy bajnoki címet nyert a csapattal. 1977 és 1980 között az Anderlecht együttesében védett. Tagja volt az 1977–78-as KEK-győztes csapatnak. 1980-81-ben a KRC Genk, 1981 és 1983 között a Beerschot AC játékosa volt. 1983-ban visszatért Hollandiába és a Dordrecht csapatában játszott még egy idényt. 1984-ben visszavonult az aktív labdarúgástól.

## Sikerei, díjai
Molenbeek
- Belga bajnokság
  - bajnok: 1974–75

 Anderlecht
- Kupagyőztesek Európa-kupája (KEK)
  - győztes: 1977–78